# CAF Women’s Champions League
Die CAF Women’s Champions League (französisch Ligue des champions féminine de la CAF) ist der wichtigste afrikanische Vereinsfußballwettbewerb für Frauenmannschaften, der von der Confédération Africaine de Football (CAF) organisiert wird, vergleichbar mit der europäischen Women’s Champions League. Die Saison begann bisher im letzten Quartal des Jahres mit der Gruppenphase (zwei Gruppen a vier Teams) und endete mit dem Finale im November eines Jahres, jeweils komplett in einem Gastgeberland. Der Turniersieger qualifiziert sich ab 2025 für den neu geschaffenen FIFA Women’s Champions Cup.

## Teilnehmer
Aktuell nehmen acht Teams in zwei Vierergruppen an der Endrunde teil. Danach wird Halbfinale und Finale in jeweils einem Spiel ausgespielt.
Die Teilnehmer setzen sich zusammen aus dem nationalen Meister des Gastgeberlandes, dem Titelverteidiger und sechs Gewinnern der Regionalverbände der CAF. Teilweise werden die regionalen Qualifikationsturniere auch selbst Champions League genannt, z. B. CECAFA Women's Champions League.

## Die Turniere im Überblick
| Jahr                   | Endrunde                            | TN | Sieger                | Ergebnis | Finalist          |
| ---------------------- | ----------------------------------- | -- | --------------------- | -------- | ----------------- |
| 5.–19. November 2021   | Ägypten (Kairo)                     | 8  | Mamelodi Sundowns     | 2:0      | Hasaacas Ladies   |
| 30. Okt.–13. Nov. 2022 | Marokko (Rabat, Marrakesch)         | 8  | FAR Rabat             | 4:0      | Mamelodi Sundowns |
| 5.–19. November 2023   | Elfenbeinküste (Korhogo, San-Pédro) | 8  | Mamelodi Sundowns     | 3:0      | SC Casablanca     |
| 9.–23. November 2024   | Marokko (Casablanca, El Jadida)     | 8  | Tout Puissant Mazembe | 1:0      | FAR Rabat         |
| 8.–23. November 2025   |                                     | 8  |                       |          |                   |